# Cucina veronese
La cucina veronese è di origine povera e contadina e risente del variegato territorio: si passa dal pesce del lago di Garda, ai formaggi della Lessinia, al riso della Bassa Veronese ed ai prodotti della Valpolicella.
Un piatto tipico della città di Verona è il lesso con la pearà, preparato soprattutto la domenica.
Un dolce tipico del Natale è il pandoro.

## Antipasti
- Formaggi
- Salumi o Insaccati

## Primi piatti
- Pappardelle in brodo
- Tortellini di Valeggio
- Risi e bisi
- Risotto all'amarone
- Gratini in brodo
- Pasta e fagioli
- Lasagnette
- Bigoli con l'anatra
- Bigoli con la renga (aringa)
- Bigoli col musso (asino)
- Bigoli con le sarde
- Gnocchi di patate
- Risotto al radicchio rosso
- Risotto con le rane
- Risotto col Tastasal
- Risotto all'Isolana
- Riso alla pilota
- Panà

## Secondi piatti
- Asparagi e ovi
- Lesso con la Pearà
- Pastisada de caval
- Polenta e luccio
- Polenta e renga
- Sarde in saor
- Fegadini (Fegatini)
- Regueste

## Contorni
- Erbe

## Dolci
- Brasadela
- Colomba
- Fritole
- Nadalin
- Offella D'Oro di Bovolone
- Mandorlato di Cologna veneta
- Pandoro
- Puoti di Santa Lucia
- Risini
- Rufioi di Sanguinetto
- Sfogliatine
- Torta russa di Verona
- Torta de puina
- Torta di erbe amare
- Tortelli di erbe amare
- Tressian